# Lac Poulin-De Courval
Pour les articles homonymes, voir Courval et Poulin.
Le lac Poulin-De Courval est le principal plan d'eau douce à la tête de la rivière Poulin, coulant dans le territoire non organisé de Mont-Valin, dans la municipalité régionale de comté (MRC) Le Fjord-du-Saguenay, dans la région administrative du Saguenay-Lac-Saint-Jean, dans la province de Québec, au Canada.
La foresterie constitue la principale activité économique du secteur. Les activités récréotouristiques arrivent en second. La limite Nord de la zec Martin-Valin est située juste au Sud de ce plan d'eau. Le sommet (altitude : 621 m de la Montagne de la Tour est situé à 3,5 km à l'Est du lac.
La zone autour du lac comporte de nombreuses routes forestières pour les besoins de la foresterie et des activités récréotouristiques,.
La surface du lac Poulin-De Courval est habituellement gelée de la fin novembre au début avril, toutefois la circulation sécuritaire sur la glace se fait généralement de la mi-décembre à la fin mars.

## Géographie
Le lac Poulin-De Courval comporte une longueur de 12,5 km, une largeur maximale de 7,5 km et une altitude de 611 m. Ce lac entièrement en milieu forestier est situé dans le territoire non organisé de Mont-Valin, soit au Sud du réservoir Pipmuacan, à l'Est de la rivière Péribonka et au Nord de la rivière Saguenay. Il est enclavé entre les montagnes[Lesquelles ?]. Il est alimenté par dix décharges de lacs non identifiés. Il comporte trois baies importantes : baie du Lac Alain au Sud-Est, La Grande Baie au Sud-Ouest et la baie de la Décharge au Nord. Le lac a une superficie de 28 km2.
Le lac se décharge par la rivière Poulin. Ce cours d’eau coule vers l’Est sur 5 km en allant se déverser sur la rive Est de la rivière aux Sables. De là, le courant descend vers le Nord le cours de la rivière aux Sables, puis le réservoir Pipmuacan et finalement la rivière Betsiamites,.
Les principaux bassins versants voisins du Lac Poulin-De Courval sont :
- côté Nord : rivière Poulin, rivière aux Sables, lac Mirepoix, lac Itomamo, réservoir Pipmuacan ;
- côté Est : rivière Jos-Ross, rivière Portneuf, rivière Portneuf Est, lac Cassette, rivière du Sault aux Cochons ;
- côté Sud : bras des Murailles, rivière Sainte-Marguerite, Lac des Six-Milles ;
- côté Ouest : rivière aux Sables, rivière Wapishish, rivière Shipshaw[1].

L’embouchure du Lac Poulin-De Courval est localisée à :
- 5,1 km à l’Est de l’embouchure de la rivière Poulin ;
- 58,1 km au Sud-Est de l’embouchure de la rivière aux Sables ;
- 45,1 km à l’Est du lac Onatchiway lequel est traversé par la rivière Shipshaw ;
- 70,2 km au Sud-Ouest de la centrale Bersimis-1 du Sud-Est du réservoir Pipmuacan ;
- 78,3 km au Sud-Ouest du centre du village de Labrieville ;
- 101,2 km au Sud-Ouest du centre-ville de Forestville ;
- 128,7 km au Sud-Ouest de l’embouchure de la rivière Betsiamites[4],[1].

## Toponymie
Cette désignation toponymique évoque Louis Poulin de Courval (Trois-Rivières, 1854 - Victoriaville, 1940), arpenteur. Au cours de 1892, il avait effectué des travaux d'arpentage dans le canton de Tremblay, au Saguenay. Le toponyme été officialisé le 17 décembre 1993 par la Commission de toponymie du Québec.